# Hertford House
Hertford House é um palácio localizado na Manchester Square de Londres. Foi construído entre 1776 e 1788, sendo inicialmente a residência de George Montagu, 4º Duque de Manchester, recebendo então o nome de Manchester House. Passando anos mais tarde para a posse da família dos Marqueses de Hertfort e adquirido anos mais tarde por Richard Wallace, seu descendente, desde 1900 o edifício abre as suas portas como museu público, possuindo um dos mais valiosos espólios de arte europeia, a Colecção Wallace, legada pela Lady Wallace, após a morte do seu marido.

## História

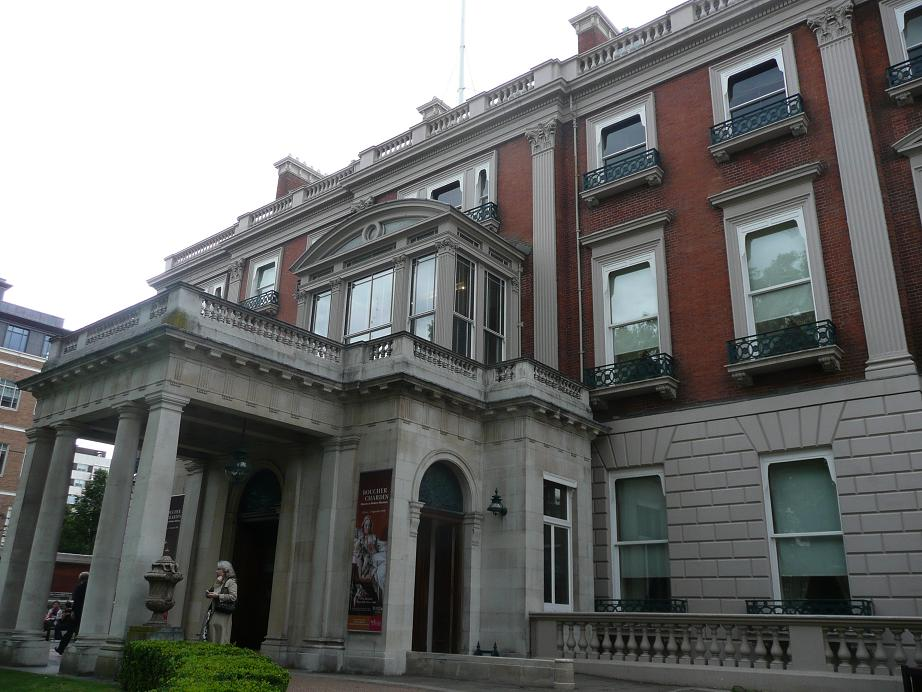
Entrada Principal da Hertford House.

Adquirida pela família Portman em 1533, toda a área onde se encontra o actual museu era em meados do século XVIII chamada de Herdade Portman, existindo nas imediações apenas a New Road (Estrada Nova), actual Estrada Marylebone-Euston, que delimitava a fronteira norte da propriedade, e vários campos abertos a norte de Oxford Street. Em 1761, com a construção da Portman Square (Praça Portman), deu-se finalmente origem a uma explosão imobiliária na área, atraindo a atenção de George Montagu, 4º Duque de Manchester, que ali desejou construir um novo palácio para sua residência.
O edifício foi construído entre 1776 e 1788, deixando pouco depois de servir como residência privada entre 1791 e 1795, sendo ali instalada a Embaixada da Espanha.
Em 1797, Francis Ingram-Seymour-Conway, o 2º Marquês de Hertford (1743-1822) arrendou o palácio, passando a usá-lo como sua principal residência em Londres. Nessa época, o edifício viveu um dos seus períodos áureos, sendo ali realizados luxuosos salões e festas, tais como o famoso Baile dos Soberanos Aliados, organizado para comemorar a derrota de Napoleão Bonaparte, em 1814. 
Herdado por Francis Seymour-Conway, 3º Marquês de Hertford (1777-1842), então Conde de Yarmouth e amigo próximo do Príncipe de Gales, o edifício serviu por várias ocasiões como local para leilões da família real, entre 1810 e 1819. Em 1836, o marquês cedeu o edifício à Embaixada da França, funções que desempenhou até 1851, já depois da sua morte.
O 4º Marquês de Hertford, Richard Seymour-Conway (1800-1870) passou grande parte da sua vida em Paris, usando o palácio como um armazém londrino para a sua crescente colecção de arte. Após a sua morte, nunca tendo casado ou deixado descendência legítima, Richard Wallace (1818-1890), que era seu filho ilegítimo, herdou todos os bens que não estavam ligados ao título da família. Depois do cerco de Paris de 1871, Richard Wallace decidiu regressar a Londres, levando consigo grande parte da sua colecção de arte parisiense. Renovando pouco depois o edifício, então denominado de Hertford House, criou uma série de galerias no primeiro andar. Após a sua morte, a sua viúva, Julie Amélie Charlotte Castelnau Wallace, cedeu todo o espólio para a construção de um museu naquele lugar. O palácio foi então convertido num museu público pelo Gabinete de Obras (Office of Works), sendo inaugurado a 22 de junho de 1900. 
Cem anos depois, o palácio foi alvo de uma intensa renovação, levada a cabo pela firma Rick Mather Architects, passando a contar com novas vertentes educacionais e um elegante restaurante.

## Arquitectura

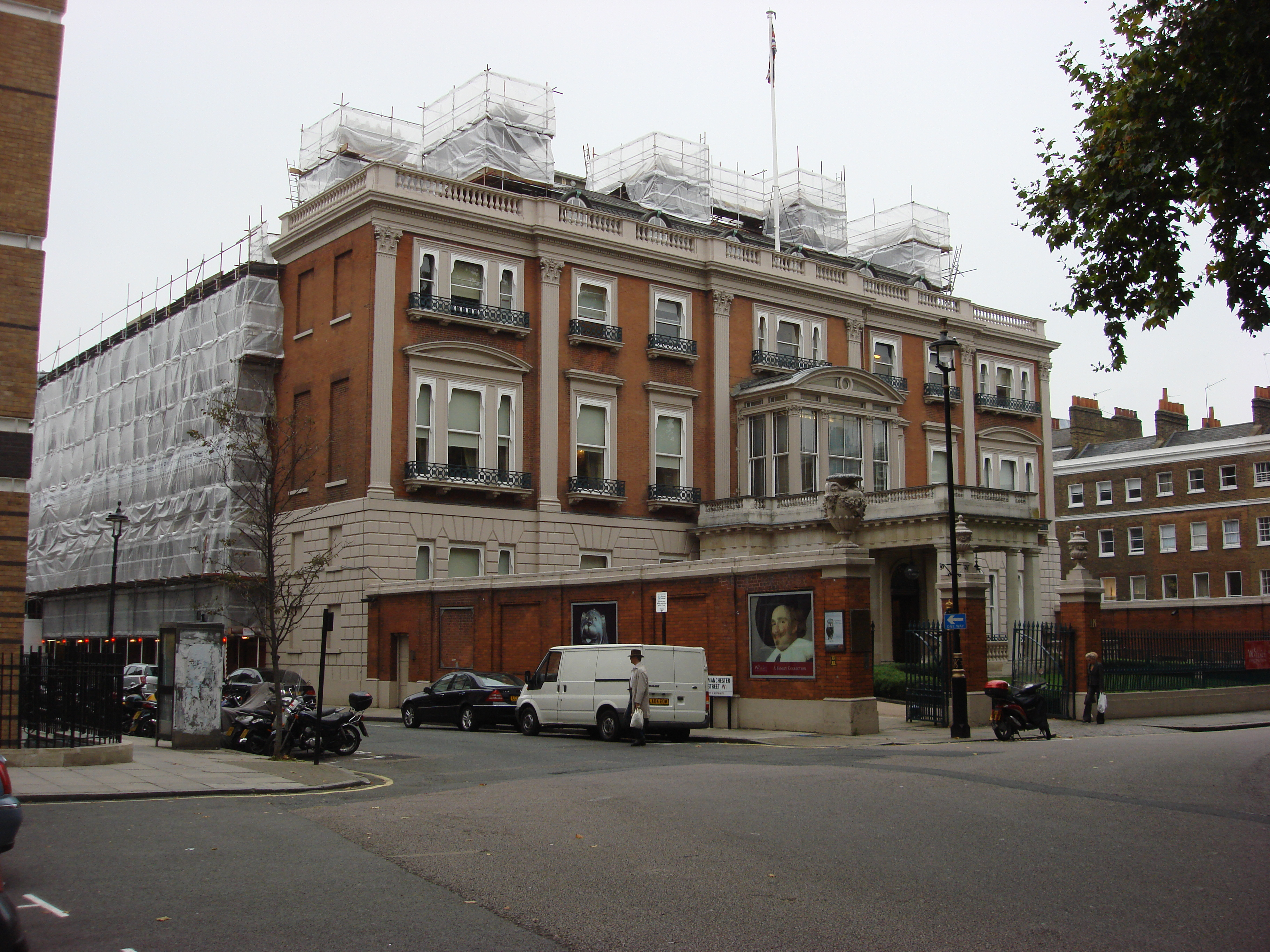
Vista geral da Hertford House.

Na sequência da explosão imobiliária originada pelos Portman, Samuel Adams, um especulador imobiliário, comprou, em 1771, os direitos de oito parcelas de terreno no lado norte da Portman Square, incluindo aquele em que se ergue actualmente a Hertford House. O próprio Adams construiu o esqueleto do edifício, mas as obras só continuaram, a partir de 1776, quando o 4º Duque de Manchester tomou posse da propriedade.
Concluído em 1788 pelo arquitecto Joshua Brown, o palácio possui três pisos, com cinco secções na sua fachada sul. Ao centro da sua fachada principal existe uma grande janela veneziana. 
Em 1807, o 2º Marquês de de Hertford mandou acrescentar duas salas no primeiro andar de cada ala e uma estufa sobre a entrada principal, e em 1871, Richard Wallace promoveu várias renovações no edifício de forma a instalar a sua colecção de arte vinda de Paris. Assim, foram completados os três lados do pátio interior com uma série de galerias no primeiro andar, incluindo a Grande Galeria, iluminado do topo, nas traseiras do palácio. 
Para o Centenário do Projecto, no ano 2000, a firma Rick Mather Architects criou valências educacionais, incluindo um Teatro de Leitura no piso térreo, e um atraente restaurante, com um telhado de vidro, no pátio.

## Hertford House na época de Richard Wallace

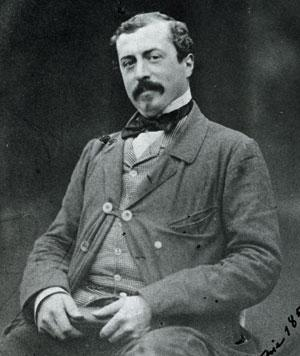
Sir Richard Walace (1818-1890).

Quando se deu o cerco de Paris entre 1870 e 1871, Richard Wallace achou que seria mais seguro mudar as suas colecções para Londres. Adquiriu, então, a posse de Hertford House ao 5º Marquês de Hertford, Francis Seymour, seu primo, que sucedeu no título ao seu pai, com a intenção de usar o edifício como a sua principal residência em Londres. Em homenagem ao seu pai, mudou o nome do edifício para Hertford House, apesar disso ter enfurecido o novo Lorde Hertford, que planeava atribuir esse mesmo nome à sua casa londrina recentemente adquirida. 
Rapidamente, Wallace concluiu que a Hertford House era demasiado pequena para acolher as suas colecções, pelo que contratou Thomas Ambler, um arquitecto de quem se sabe pouco mais para além do facto de ter 52 anos à época, para ampliar o edifício. Apesar das obras terem sido alvo de várias críticas pela sua fachada, Wallace aprovou o projecto, pagou ao arquiteto 900 libras em 4 prestações, entre 1873 e 1875, deu-lhe uma consola de mármore e ainda pagou 250 libras à sua viúva quando este faleceu, em 1875.
Thomas Ambler construiu um novo pórtico com gigantescas pilastras dóricas, acrescentou pisos a cada ala da mesma fachada, construiu galerias iluminadas pelo topo sobre os estábulos e cocheira, além de criar uma nova sala de fumo revestida de azulejos ao estilo turco. Modificou, ainda, as janelas e encaixou todo o edifício numa frontaria de tijolo vermelho.

## Colecção Wallace
A Coleção Wallace foi fundada a partir da colecção particular de Sir Richard Wallace, que foi legada pela sua viúva em 1897. O museu foi aberto ao público em 1900, no interior de Hertford House. Na colecção, estão pinturas criadas antes de 1800, entre elas O Cavaleiro Risonho, do pintor barroco holandês Frans Hals; finas porcelanas de Sèvres e de Meißen; armaduras; mobílias francesas do século XVIII e diversos objectos de arte. Um dos elementos mais antigos é anterior ao século XIV. A colecção contém ainda várias obras de Rembrandt, incluindo um auto-retrato.
Também existe um retrato de Robert Dudley, 1° Conde de Leicester no mesmo quarto onde está o quadro de Maria, Rainha dos Escoceses. Ironicamente, a prima de Maria, Isabel I da Inglaterra, tinha planeado um casamento entre eles, em 1563.
Com as renovações empreendidas no ano 2000, foi colocado no pátio de Hertford House um tecto de vidro, para dar origem a um elegante restaurante público.

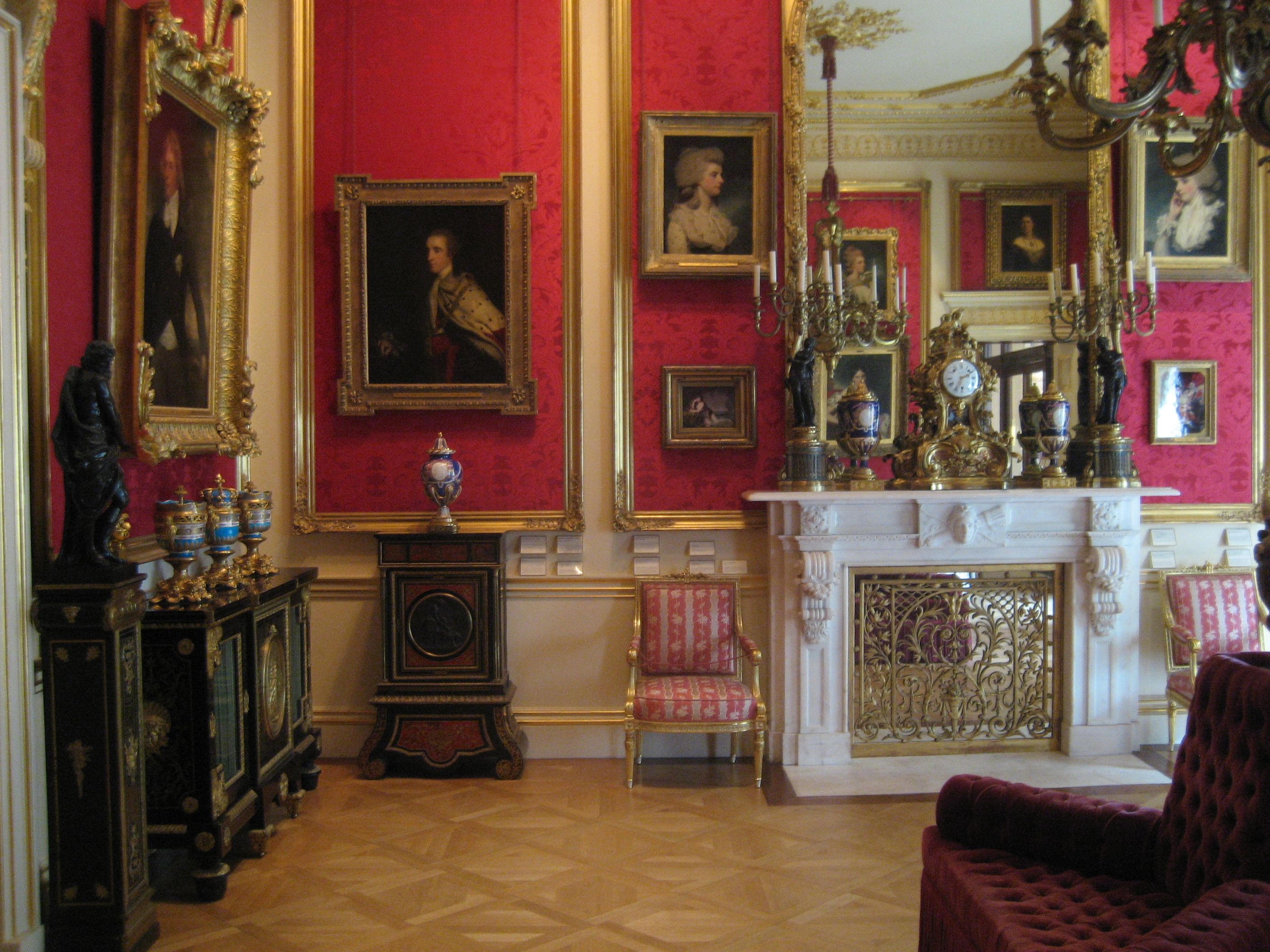
Peças expostas nma das salas do palácio
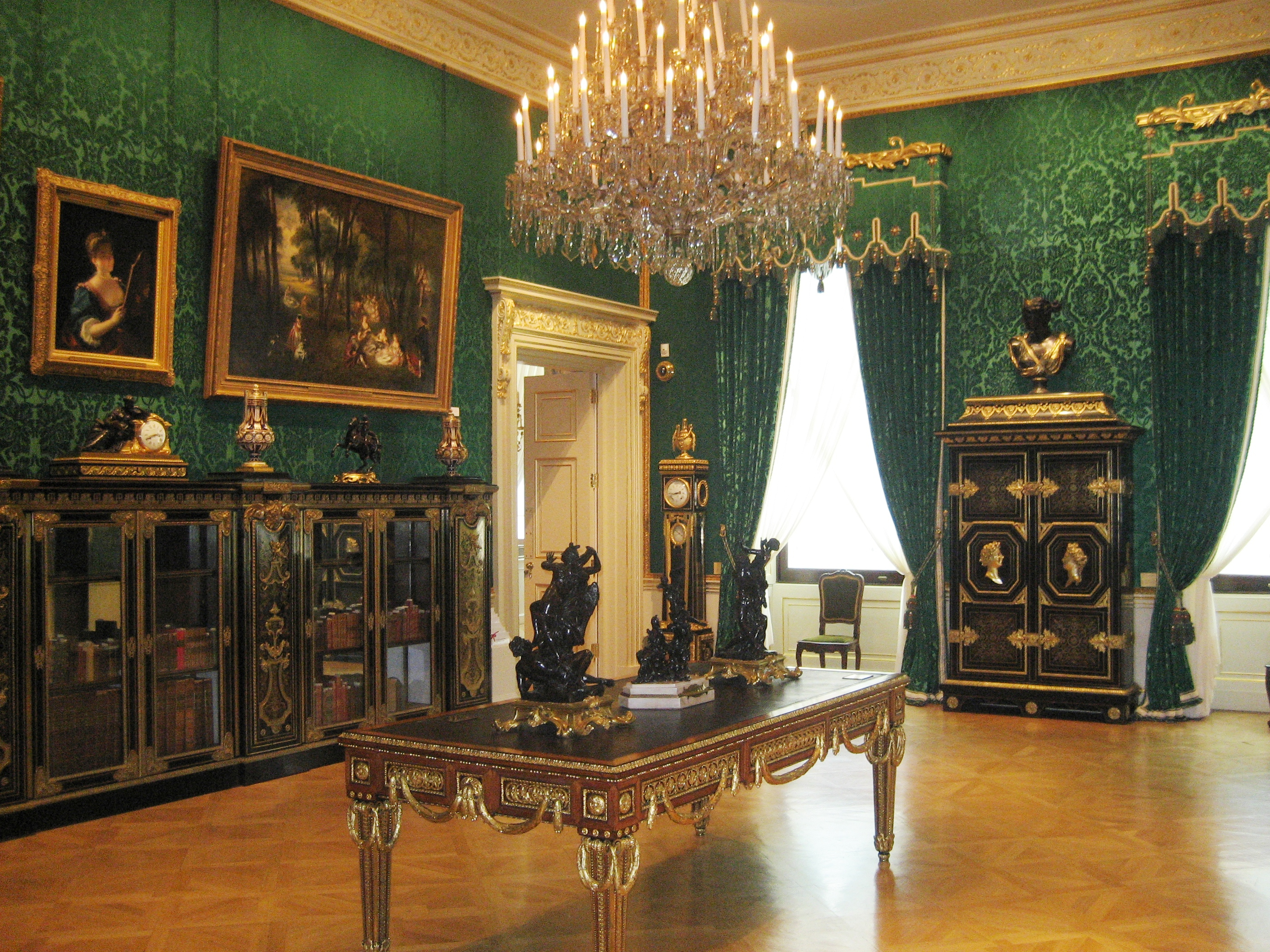
Peças expostas nma das salas do palácio
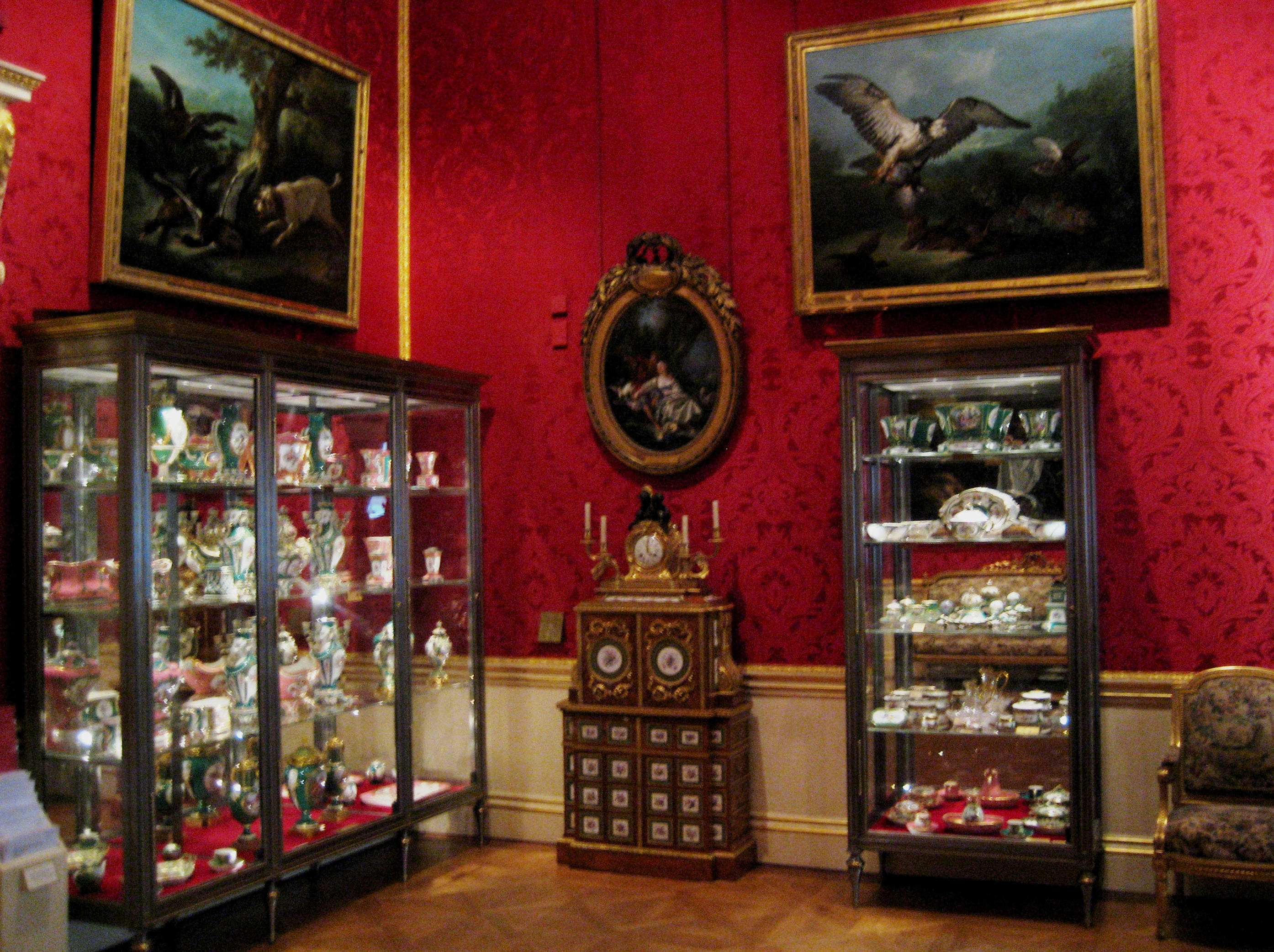
Peças expostas nma das salas do palácio
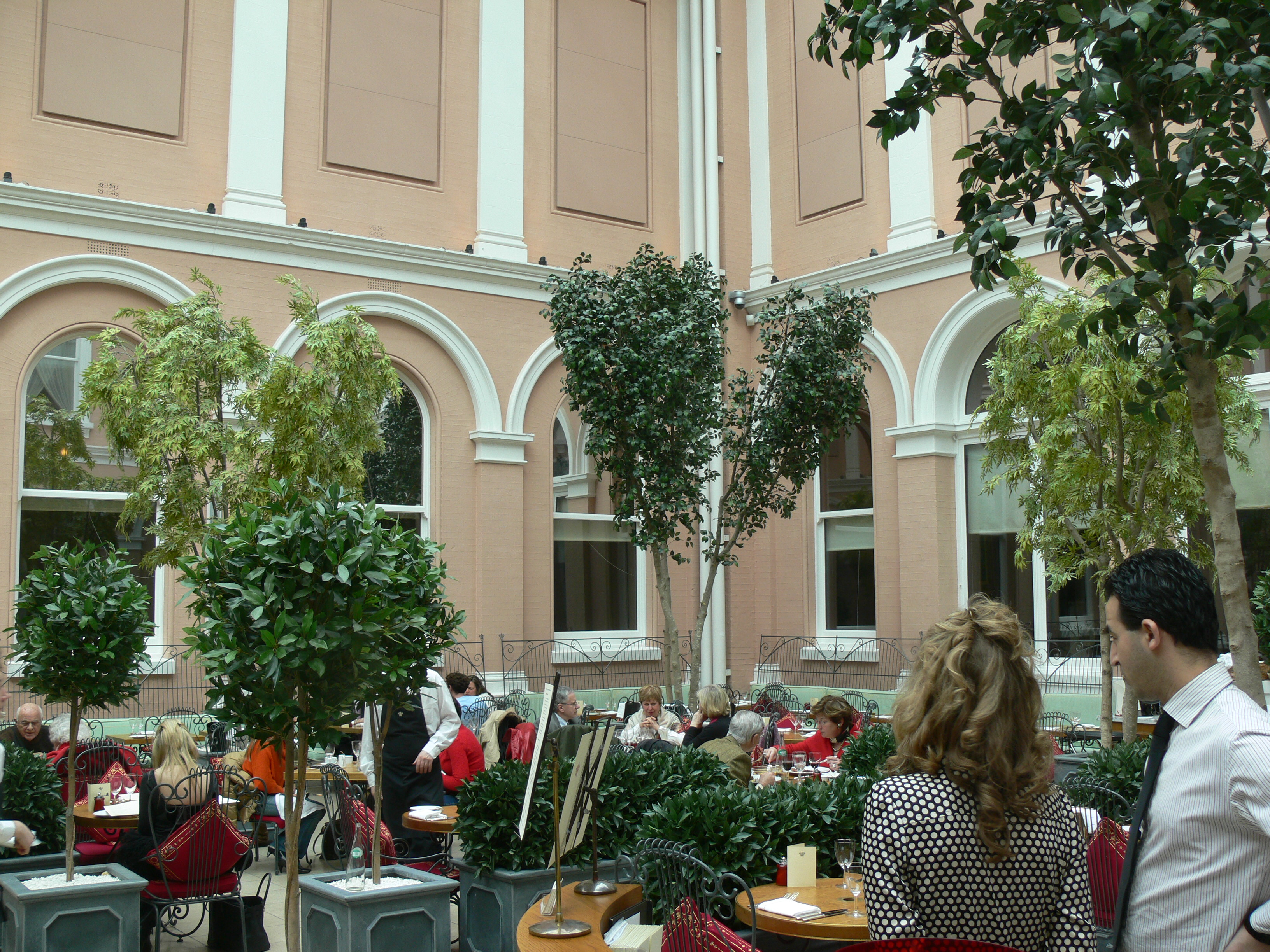
aspecto do restaurante
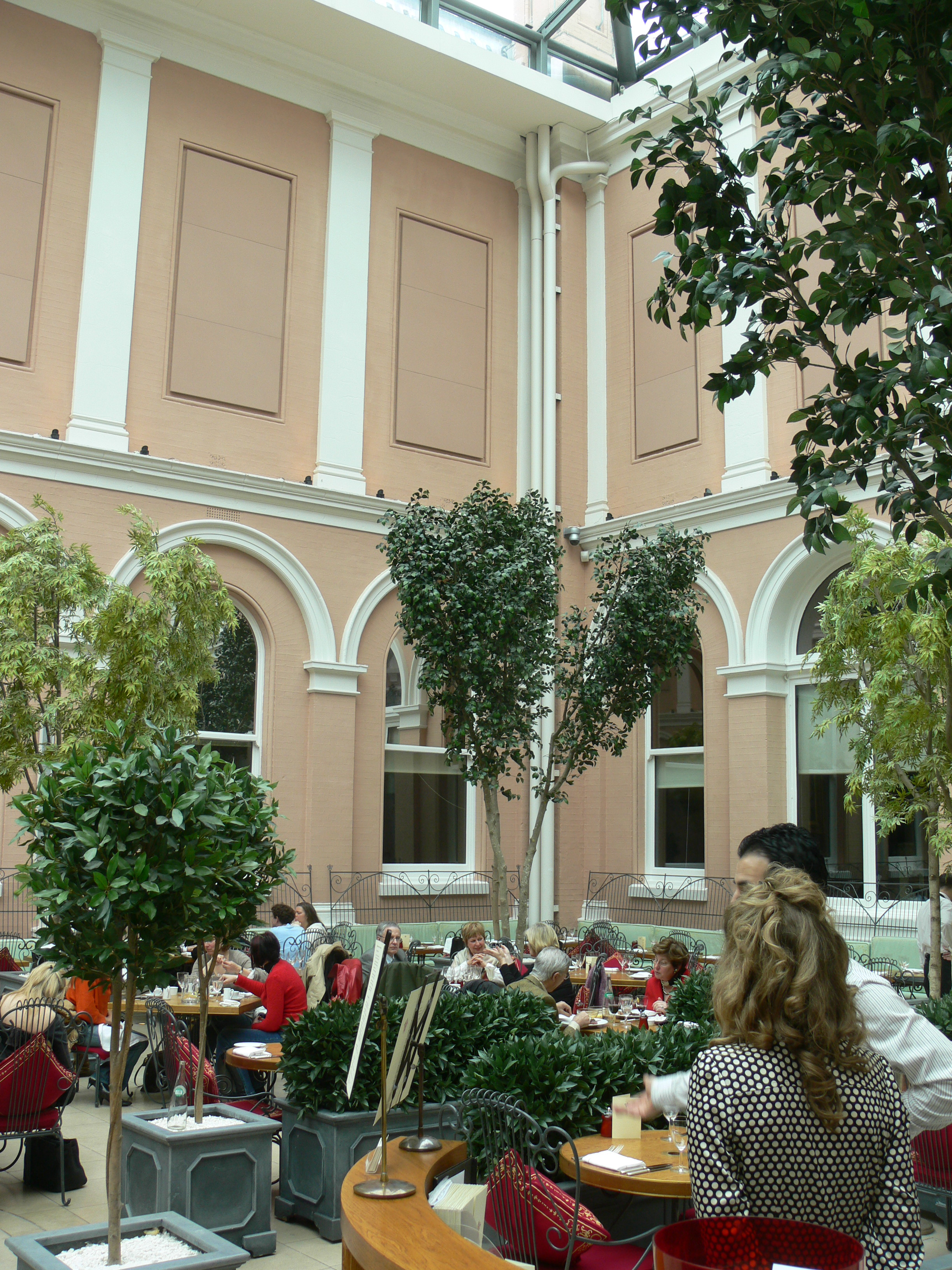
Aspecto do restaurante